# 德國學術交流總署

DAAD标志

德國學術交流總署（德語：Deutscher Akademischer Austauschdienst, DAAD）是德國政府成立的负责德国国内与世界各国开展学术、科研、教育交流的非营利组织，成立於1925年。德意志学术交流中心总部位于德国北莱茵-威斯特法伦州的波恩市。
作为德国高等学校的联合机构，DAAD的主要任务是为大学生提供交换学习机会、为德国科学家和外国科学家提供資訊支持，并提供科学家学术互相访問的机会，进行国际科研项目合作，以此来促进德国大学同国外大学的合作與交流。

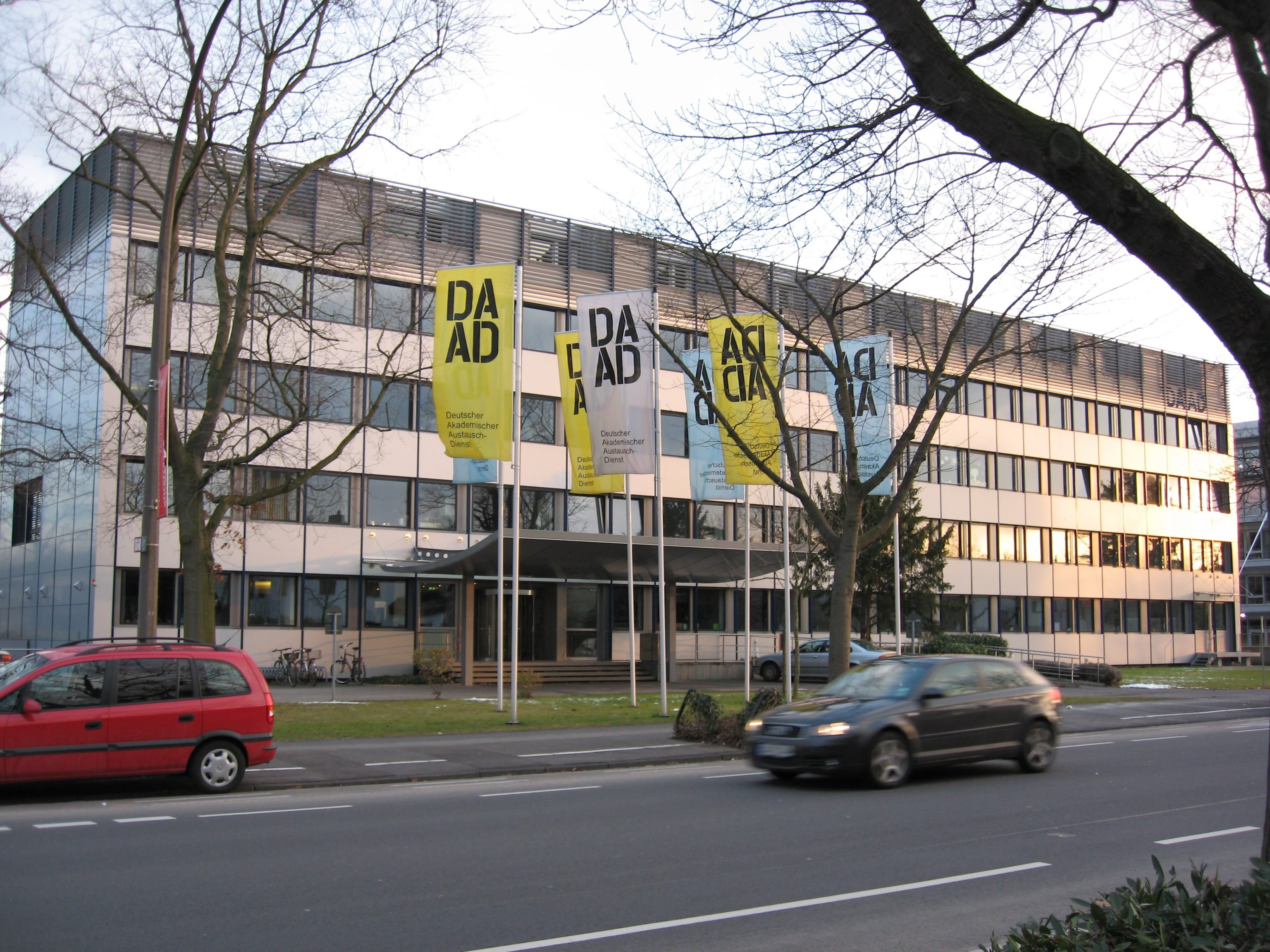
DAAD位于波恩的总部办公室

## 历史
德意志学术交流中心最早成立于1925年，1945年被取消，1950年作为拥有合法权利的注册协会再次成立。至2001年底，它的成员包括德国231所高等学校和128个大学生团体。有大约68,000名大学生和科学家受到它的资助，将近500名大学教授被派往世界各地授课。
德意志学术交流中心在全球设立了14个办事处，为当地提供信息和咨询。
DAAD在中华民国的辦事處則設立於1950年代。DAAD臺北德國學術及交流資訊中心於2000年於臺北市成立，也是DAAD首批在國外成立的資訊中心之一。其辦公室坐落於台北捷運古亭站附近，在臺北歌德學院11樓。它免費為學生和家長、碩士生、博士生或研究學者們提供諮詢服務。
DAAD在中华人民共和国的办事处成立于1994年，位于北京市朝阳区东三环北路8号德国工商中心，办公地点是亮马河大厦二座1718室，是德国教育界面向中国学生和科研工作者的重要机构，在这里的办事处还有属于德国駐華大使馆文化处的留德人员审核部（APS）。此后，于2002年在广州市中山大学、2003年在上海市巨鹿路628号成立办事处。

## 主要工作
DAAD主要面向高等教育和科學研究交流，为德国大學和科學與研究人员提供快速高效的交流平台。

### 信息服务
1. 为希望在德国或者德国以外的国家留学的大学生提供大学的信息，其中包括大学的专业设置，对学生本人的要求，申请步骤，大学地址、联系方式等。
2. 为希望在德国或者其他国家进行学术交流和学术访问的学者提供必要的信息，帮助他们寻找合作伙伴。
3. 为DAAD举办的学术交流活动提供信息支持。

### 项目资助
DAAD为德国和其他国家的学术和艺术合作项目提供资金。这一部分的资金来源主要是政府和企业资助。但是这些项目不同于德国经济发展合作中心的工作和项目。那里的项目主要面向发展中国家，主要目的是提高落后地区的教育和经济水平。DAAD的主要工作面向学术方面，他们主要把精力放在为其他国家的学术研究和科研人员提供必要的资金，来促进德国和这些国家的合作。